# 源良院
源良院（げんりょういん）は、東京都世田谷区にある浄土宗の寺院。「烏山寺町」を構成する26の寺院の1つである。

## 概要
1676年（延宝4年）、玉置八右衛門の開基である。
当初は西福寺の塔頭として創建された。その後、浅草神吉町（現・台東区東上野）にあった幡随院（現在は小金井市に移転）の塔頭となった。
1923年（大正12年）の関東大震災で、本寺の幡随院もろとも大打撃を受けたため、1925年（大正14年）から1932年（昭和7年）にかけて徐々に現在地に移転した。
烏山移転時に、同じ幡随院の塔頭だった「向旭院」を合併し、「神田山向旭院」を名乗ったが、後に「向旭山源良院」に改称している。
当院の本尊は阿弥陀如来であるが、「火伏観世音菩薩」と呼ばれる観音菩薩像も安置されている。明暦の大火の際に延焼を防いだという逸話からきている。

## 交通アクセス
- 千歳烏山駅より徒歩14分。